# Klemens Hartenbach
Klemens Hartenbach (* 29. August 1964 in Freiburg im Breisgau) ist ein ehemaliger deutscher Fußballspieler und heutiger Fußballfunktionär.
In der 2. Bundesliga absolvierte Hartenbach als Torhüter für den SC Freiburg in den Spielzeiten 1988/89 und 1989/90 zehn Einsätze, 1989/90 stand er außerdem für ein Pokalspiel auf dem Platz. Im Sommer 1990 wechselte er zum Lokalrivalen Freiburger FC, mit dem unter Trainer Uwe Ehret an der Seite von Frank Wormuth, Stefan Majewski und Uwe Staib als Meister der Verbandsliga Südbaden in die Oberliga Baden-Württemberg aufstieg und den Südbadischen Vereinspokal gewann – wobei Ersatztorhüter Joachim Hohlbaum als „Pokaltorwart“ zum Erfolg beitrug. Die mit Christian Streich verstärkte Mannschaft wiederholte im folgenden Jahr – dieses Mal mit Hartenbach, der im Elfmeterschießen im Endspiel gegen den SV Linx den entscheidenden Strafstoß hielt – den Pokalsieg, zugleich erreichte sie im DFB-Pokal 1991/92 das Achtelfinale. 1994 stieg der Verein wieder in die Verbandsliga ab, bis 1998 stand Hartenbach noch im Kader des FFC.
Nach dem Ende seiner aktiven Karriere wurde Hartenbach in der Freiburger Fußballschule Junioren-Trainer und Sportlicher Leiter. 2008, als Robin Dutt Cheftrainer und Dirk Dufner Sportdirektor des Klubs wurden, wurde er Leiter der professionalisierten Scouting-Abteilung des SC Freiburg. Im April 2013 übernahm Hartenbach gemeinsam mit Jochen Saier kommissarisch die Aufgaben des Sportdirektors des SC. Im Sommer übertrug der Verein den beiden die Aufgabe dauerhaft.